# Saujil
Saujil es una localidad y municipio del oeste de la provincia de Catamarca (Argentina), cabecera del Departamento Pomán, sobre la ruta provincial 46.

## Población
Cuenta con 2,368 habitantes (Indec, 2010), lo que representa un incremento del 15% frente a los 1,927 habitantes (Indec, 2001) del censo anterior.
| Gráfica de evolución demográfica de Saujil entre 1991 y 2010 |
|                                                              |
| Fuente: Censos nacionales del INDEC                          |

La jurisdicción municipal está compuesta por las siguientes poblaciones (de norte a sur):
- Colpes
- San José de Colpes
- Joyango
- San Miguel
- Las Casitas
- Saujil
- El Potrero
- Rincón
- Michango
- Siján
- Puestos del Bolsón de Pipanaco (Tucumanao y Valde la Pampa entre otros)

## Toponimia
Su nombre significa "Lugar de la luz" en voz cacana.

## Historia

### Saujil como Cabecera Departamental
El 29 de septiembre de 1909 se declara a Saujil como cabecera del Departamento Pomán cuando Emilio Molina era el gobernador de la provincia. El proyecto fue aprobado el 28 de septiembre y el ejecutivo lo promulgó el 29.

### Terremoto de Catamarca 1898
Ocurrió el 4 de febrero de 1898, a las 12:57 de 6,4 en la escala de Richter; a 28°26′ de Latitud Sur y 66°9′ de Longitud Oeste (28°26′59″S 66°9′0″O / -28.44972, -66.15000)
Destruyó la localidad de Saujil, y afectó severamente los pueblos de Pomán y de Mutquín. Hubo heridos y contusos. Ante la desesperación, los habitantes del departamento acudieron a la misericordia del Señor del Milagro, patrono de esta localidad. Según los creyentes, éste hizo que el sismo cese y desde entonces en agradecimiento, los fieles del departamento, se reúnen en Saujil cada 4 de febrero para conmemorar el milagro.

## Turismo

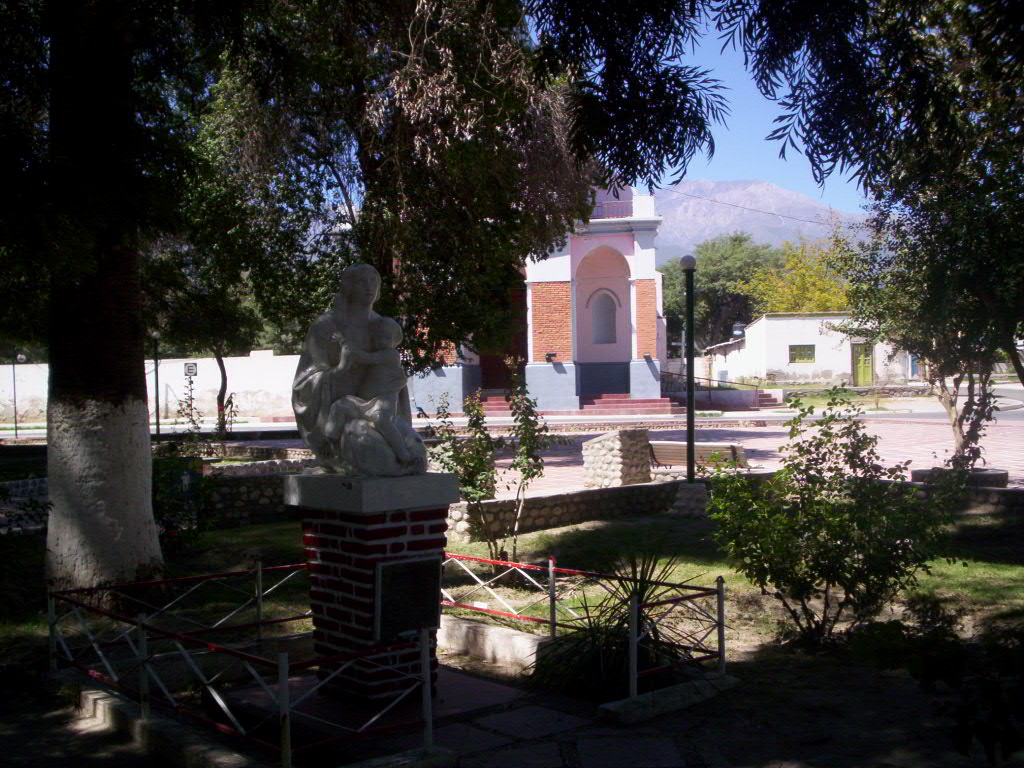
Plaza Juan Cayetano Bianchi - Saujil.

### Festividades
- En febrero: "Fiesta de la Virgen de la Candelaria" (patrona del departamento) y "Festival del Milagro" (en honor al Señor del Milagro, patrono del pueblo), el 2 y el 4 respectivamente.
- En septiembre se llevan a cabo 10 días de festejos en conmemoración de la declaración de Saujil como cabecera departamental culminando el día 29 con el "Festival Cerro, Sol y Canción" que presenta artistas locales y nacionales.

### Cámpines
- Camping municipal, en Saujil, pileta de natación, parque, kiosco, sanitarios.
- Camping y hotel La Terminal, en Saujil.
- Camping municipal, en Siján, pileta de natación, parque, kiosco y sanitarios a 11 km de Saujil.
- Camping Club General Belgrano, en Rincón, pileta de natación, parque, kiosco, sanitarios, bar a 12 km de Saujil.
- Camping municipal, en Colpes, pileta de natación, parque, kiosco y sanitarios a 14 km de Saujil.
- Camping municipal, en Joyango, parque, sanitarios y asadores a 17 km de Saujil.
- Camping privado El Trébol, en Villa de Pomán, a 32 km de Saujil.
- Camping municipal, en Villa de Pomán, pileta de natación, parque, kiosco y sanitarios a 32 km de Saujil.